# Von-Neumann-Nachbarschaft

Die Von-Neumann-Nachbarschaft der blauen Zelle besteht aus den 4 roten Zellen.

Die Von-Neumann-Nachbarschaft ist eine Nachbarschaftsbeziehung in einem quadratischen Raster. Lediglich die Flächen, welche eine Kante mit der Basisfläche gemeinsam haben, gelten als Nachbarn.
Sie ist nach John von Neumann benannt und wird auch als 4er-Nachbarschaft bezeichnet (bzw. in Analogie zum Turm beim Schach auch Turmnachbarschaft genannt).